# Campionato mondiale di hockey su ghiaccio - Terza Divisione 2015
Il Campionato mondiale di hockey su ghiaccio - Terza Divisione 2015 è un torneo di hockey su ghiaccio organizzato dall'International Ice Hockey Federation. Il torneo si è disputato fra il 3 e il 12 aprile 2015. Le sette squadre partecipanti sono state riunite in un unico gruppo. Le partite si svolgono a Smirne, in Turchia. La Corea del Nord ha concluso il torneo in prima posizione, garantendosi la partecipazione al Campionato mondiale di hockey su ghiaccio - Seconda Divisione 2016.

## Partecipanti
| Nazionale            | Qualificazione                                                             |
| -------------------- | -------------------------------------------------------------------------- |
| Turchia              | Ospitante, sesta e retrocessa dalla Seconda Divisione - Gruppo B del 2014. |
| Corea del Nord       | Seconda nella Terza Divisione del 2014.                                    |
| Lussemburgo          | Terzo nella Terza Divisione del 2014.                                      |
| Hong Kong            | Quarta nella Terza Divisione del 2014.                                     |
| Emirati Arabi Uniti  | Quinti nella Terza Divisione del 2014.                                     |
| Georgia              | Sesta nella Terza Divisione del 2014.                                      |
| Bosnia ed Erzegovina | Prima partecipazione dal mondiale del 2008.                                |

## Incontri
| Smirne 3 aprile 2015, ore 13:00 UTC+3 | Corea del Nord | 13 – 0 (3-0; 3-0; 7-0) referto | Bosnia ed Erzegovina | Bornova Buz Sporları Salonu (55 spett.) |

| Smirne 3 aprile 2015, ore 16:30 UTC+3 | Lussemburgo | 15 – 3 (3-2; 3-1; 9-0) referto | Georgia | Bornova Buz Sporları Salonu (67 spett.) |

| Smirne 3 aprile 2015, ore 20:00 UTC+3 | Hong Kong | 8 – 3 (1-0; 2-2; 5-1) referto | Emirati Arabi Uniti | Bornova Buz Sporları Salonu (73 spett.) |

| Smirne 4 aprile 2015, ore 13:00 UTC+3 | Georgia | 4 – 12 (2-3; 1-5; 1-4) referto | Corea del Nord | Bornova Buz Sporları Salonu (93 spett.) |

| Smirne 4 aprile 2015, ore 16:30 UTC+3 | Emirati Arabi Uniti | 2 – 7 (1-2; 0-2; 1-3) referto | Lussemburgo | Bornova Buz Sporları Salonu (115 spett.) |

| Smirne 4 aprile 2015, ore 20:00 UTC+3 | Turchia | 11 – 0 (3-0; 4-0; 4-0) referto | Bosnia ed Erzegovina | Bornova Buz Sporları Salonu (1.583 spett.) |

| Smirne 6 aprile 2015, ore 13:00 UTC+3 | Hong Kong | 8 – 0 (5-0; 2-0; 1-0) referto | Bosnia ed Erzegovina | Bornova Buz Sporları Salonu (85 spett.) |

| Smirne 6 aprile 2015, ore 16:30 UTC+3 | Corea del Nord | 7 – 0 (5-0; 1-0; 1-0) referto | Emirati Arabi Uniti | Bornova Buz Sporları Salonu (72 spett.) |

| Smirne 6 aprile 2015, ore 20:00 UTC+3 | Turchia | 13 – 1 (3-0; 6-0; 4-1) referto | Georgia | Bornova Buz Sporları Salonu (728 spett.) |

| Smirne 7 aprile 2015, ore 13:00 UTC+3 | Bosnia ed Erzegovina | 0 – 5 (0-3; 0-1; 0-1) referto | Lussemburgo | Bornova Buz Sporları Salonu (61 spett.) |

| Smirne 7 aprile 2015, ore 16:30 UTC+3 | Georgia | 3 – 11 (1-3; 1-4; 1-4) referto | Hong Kong | Bornova Buz Sporları Salonu (69 spett.) |

| Smirne 7 aprile 2015, ore 20:00 UTC+3 | Emirati Arabi Uniti | 0 – 15 (0-7; 0-3; 0-5) referto | Turchia | Bornova Buz Sporları Salonu (773 spett.) |

| Smirne 9 aprile 2015, ore 12:30 UTC+3 | Georgia | 4 – 1 (1-1; 0-0; 3-0) referto | Bosnia ed Erzegovina | Bornova Buz Sporları Salonu (83 spett.) |

| Smirne 9 aprile 2015, ore 16:00 UTC+3 | Turchia | 10 – 1 (3-0; 5-1; 2-0) referto | Hong Kong | Bornova Buz Sporları Salonu (745 spett.) |

| Smirne 9 aprile 2015, ore 19:30 UTC+3 | Corea del Nord | 5 – 2 (1-1; 1-0; 3-1) referto | Lussemburgo | Bornova Buz Sporları Salonu (126 spett.) |

| Smirne 10 aprile 2015, ore 12:30 UTC+3 | Bosnia ed Erzegovina | 2 – 5 (0-2; 2-0; 0-3) referto | Emirati Arabi Uniti | Bornova Buz Sporları Salonu (87 spett.) |

| Smirne 10 aprile 2015, ore 16:00 UTC+3 | Lussemburgo | 5 – 7 (2-0; 2-3; 1-4) referto | Turchia | Bornova Buz Sporları Salonu (653 spett.) |

| Smirne 10 aprile 2015, ore 19:30 UTC+3 | Hong Kong | 0 – 9 (0-3; 0-3; 0-3) referto | Corea del Nord | Bornova Buz Sporları Salonu (73 spett.) |

| Smirne 12 aprile 2015, ore 11:00 UTC+3 | Emirati Arabi Uniti | 4 – 5 (d.t.s.) (1-2; 0-1; 2-2; 0-0) referto | Georgia | Bornova Buz Sporları Salonu (47 spett.) |
| \| \| \| \| \| \| Shootout 0 – 1 \| \| |                     |                                             |         |                                         |
|                                        |                     |                                             |         |                                         |
|                                        | Shootout 0 – 1      |                                             |         |                                         |

| Smirne 12 aprile 2015, ore 14:30 UTC+3 | Lussemburgo | 5 – 2 (2-1; 2-0; 1-1) referto | Hong Kong | Bornova Buz Sporları Salonu (232 spett.) |

| Smirne 12 aprile 2015, ore 18:00 UTC+3 | Turchia | 3 – 4 (d.t.s.) (1-2; 0-0; 2-1) referto | Corea del Nord | Bornova Buz Sporları Salonu (2.135 spett.) |

## Classifica
| Pos. |                      | PG | V | VOT | POT | P | GF | GS | DR  | Pt |
| 1.   | Corea del Nord       | 6  | 5 | 1   | 0   | 0 | 50 | 9  | +41 | 17 |
| 2.   | Turchia              | 6  | 5 | 0   | 1   | 0 | 59 | 11 | +48 | 16 |
| 3.   | Lussemburgo          | 6  | 4 | 0   | 0   | 2 | 39 | 19 | +20 | 12 |
| 4.   | Hong Kong            | 6  | 3 | 0   | 0   | 3 | 30 | 30 | 0   | 9  |
| 5.   | Georgia              | 6  | 1 | 1   | 0   | 4 | 20 | 56 | -36 | 5  |
| 6.   | Emirati Arabi Uniti  | 6  | 1 | 0   | 1   | 4 | 14 | 44 | -30 | 4  |
| 7.   | Bosnia ed Erzegovina | 6  | 0 | 0   | 0   | 6 | 3  | 46 | -43 | 0  |

## Riconoscimenti individuali
- Miglior portiere: Andrei Ilienko -  Georgia
- Miglior difensore: Ri Pong-il -  Corea del Nord
- Miglior attaccante: Alec Koçoğlu -  Turchia

## Classifica marcatori
| Giocatore       | PG | G  | A  | Pt | +/- | MP |
| --------------- | -- | -- | -- | -- | --- | -- |
| Alec Koçoğlu    | 6  | 9  | 9  | 18 | +18 | 2  |
| Hong Chun-rim   | 6  | 10 | 7  | 17 | +20 | 2  |
| Serkan Gümüş    | 6  | 9  | 7  | 16 | +15 | 4  |
| Serdar Semiz    | 6  | 9  | 7  | 16 | +17 | 0  |
| Vitali Dumbadze | 6  | 9  | 6  | 15 | -3  | 33 |
| Emrah Özman     | 6  | 4  | 11 | 15 | +20 | 6  |
| Yusuf Halil     | 6  | 6  | 6  | 12 | +14 | 6  |
| Theirry Beran   | 6  | 5  | 7  | 12 | +4  | 4  |
| Erdoğan Coşkun  | 6  | 5  | 7  | 12 | +15 | 2  |
| Ri Chol-min     | 6  | 5  | 7  | 12 | +22 | 0  |

Fonte: IIHF.com

## Classifica portieri
| Giocatore         | Min    | TC  | GS | SO | MGS  | Sv%   |
| ----------------- | ------ | --- | -- | -- | ---- | ----- |
| Pak Il            | 161:09 | 28  | 2  | 1  | 0.74 | 92.86 |
| Pak Kuk-chol      | 203:40 | 85  | 7  | 0  | 2.06 | 91.76 |
| Levent Őzbaydugan | 150:11 | 35  | 3  | 1  | 1.20 | 91.43 |
| Erol Kahraman     | 214:38 | 58  | 8  | 0  | 2.24 | 86.21 |
| Dino Pašović      | 253:43 | 209 | 31 | 1  | 7.33 | 85.17 |

Fonte: IIHF.com